# Coeligena dichroura
Coeligena dichroura, "huanucoinka", är en fågel i familjen kolibrier.

## Utbredning och systematik
Fågeln förekommer på Andernas östsluttning i norra och centrala Peru (söderut till Junín) med en reliktpopulation i västra Peru nära Lima. Den betraktas oftast som underart till violettstrupig inka (Coeligena violifer), men urskiljs sedan 2014 av IUCN och Birdlife International som egen art.

## Status
Den kategoriseras av IUCN som livskraftig.